# Fotografický časopis

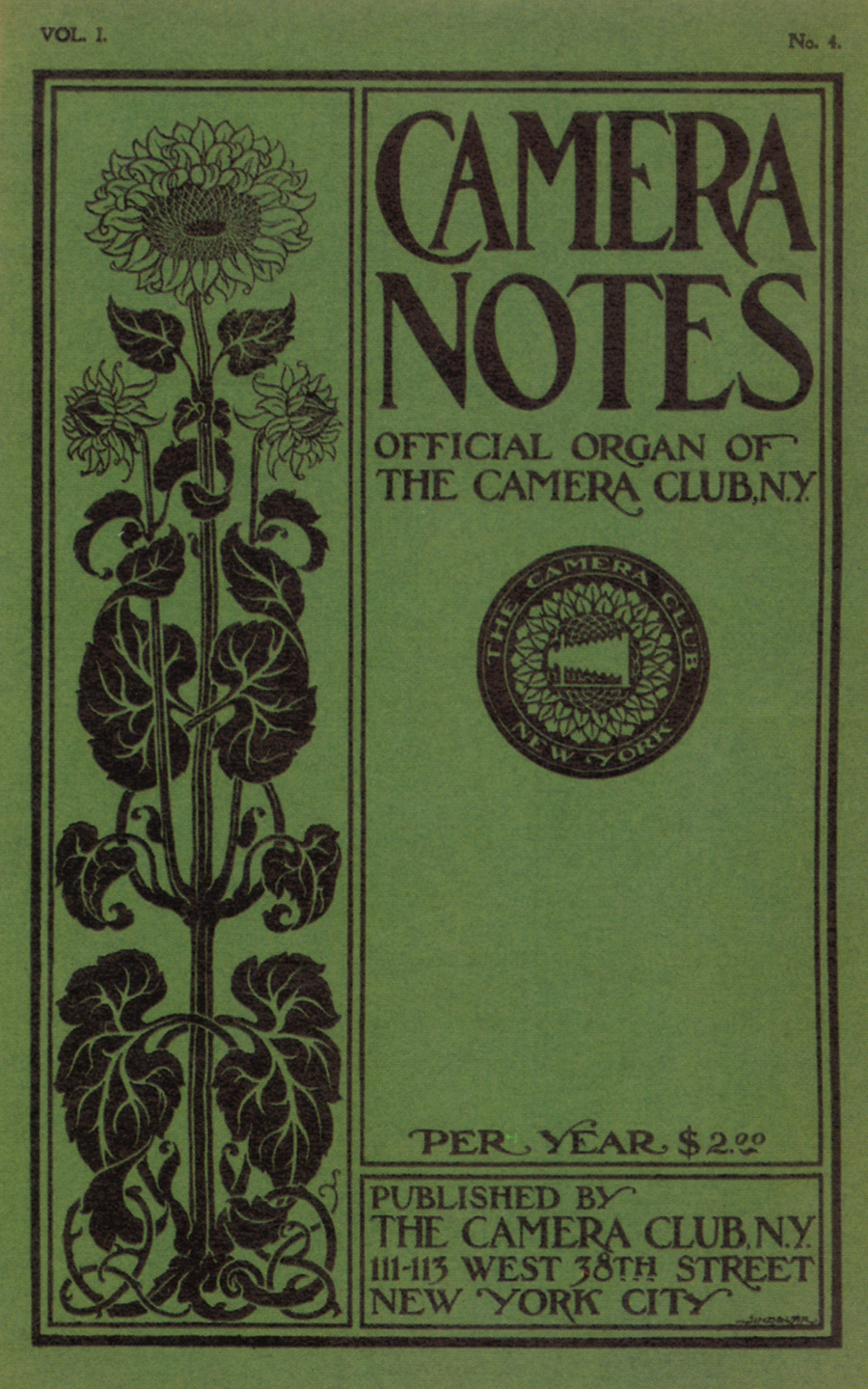
Titulní strana časopisu Camera Notes č. 4 (1898)

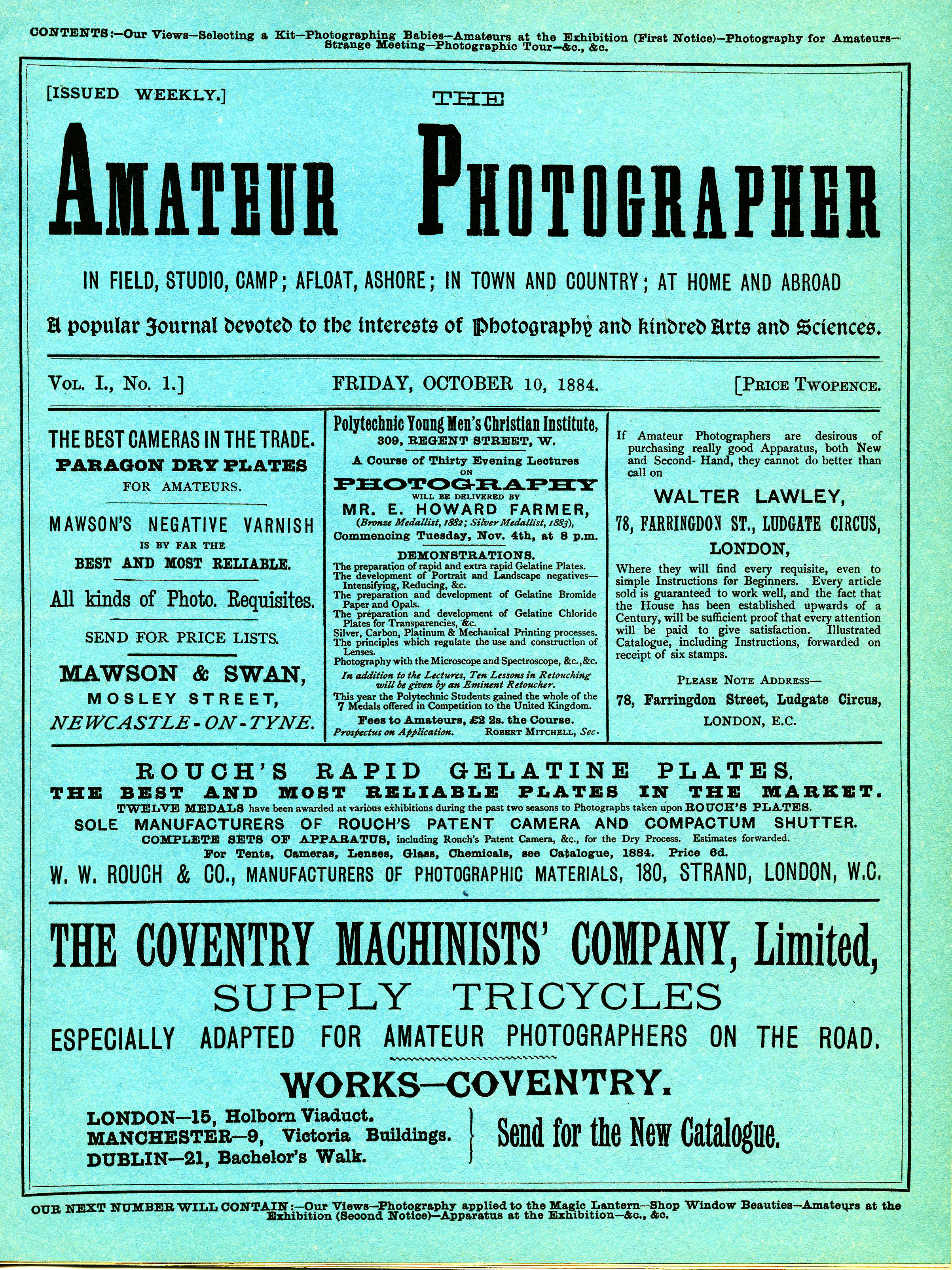
Titulní strana prvního čísla časopisu Amateur Photographer, 10. října 1884

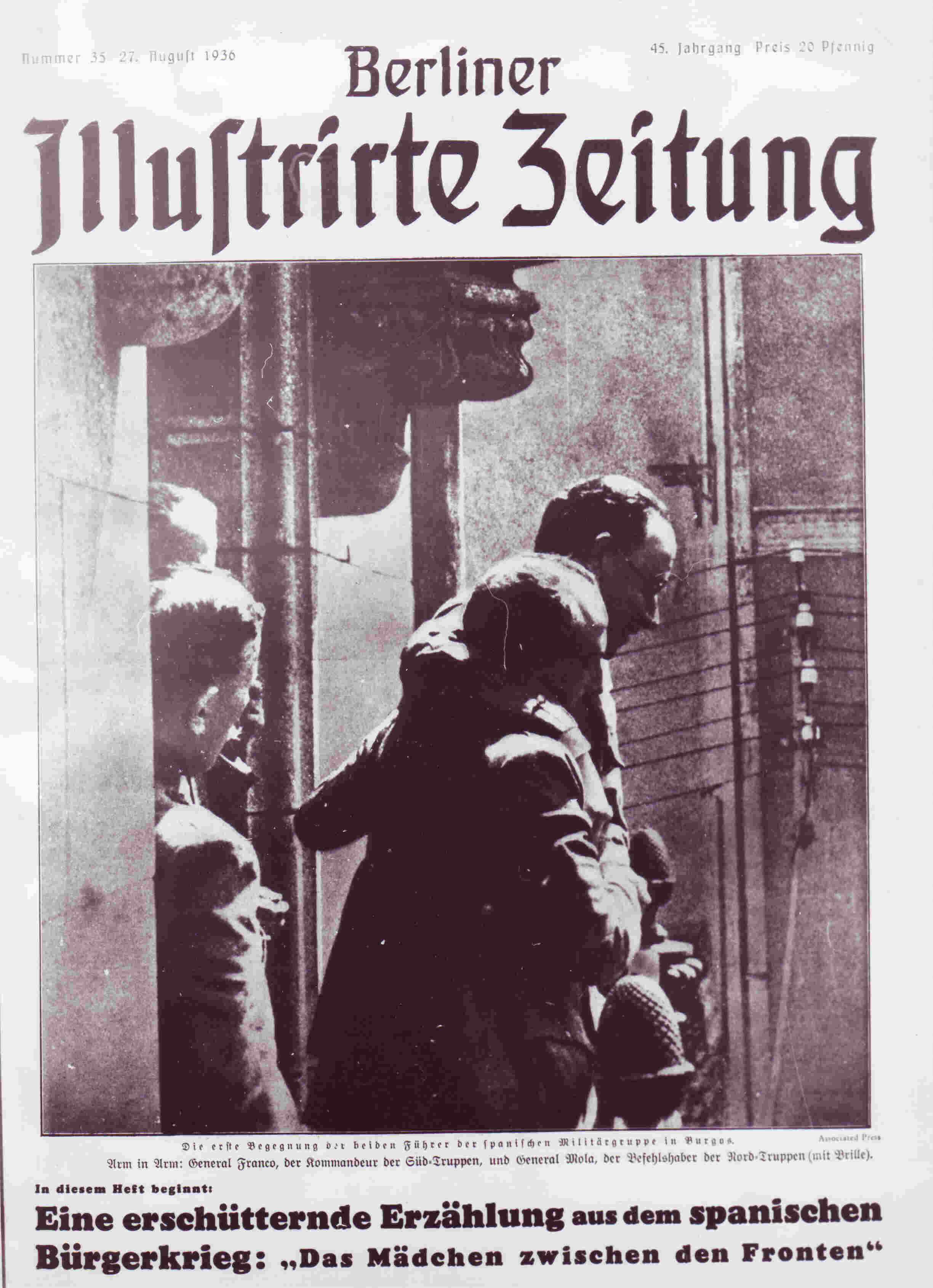
Berliner Illustrirte Zeitung, titulní strana vydání z 27. srpna 1936

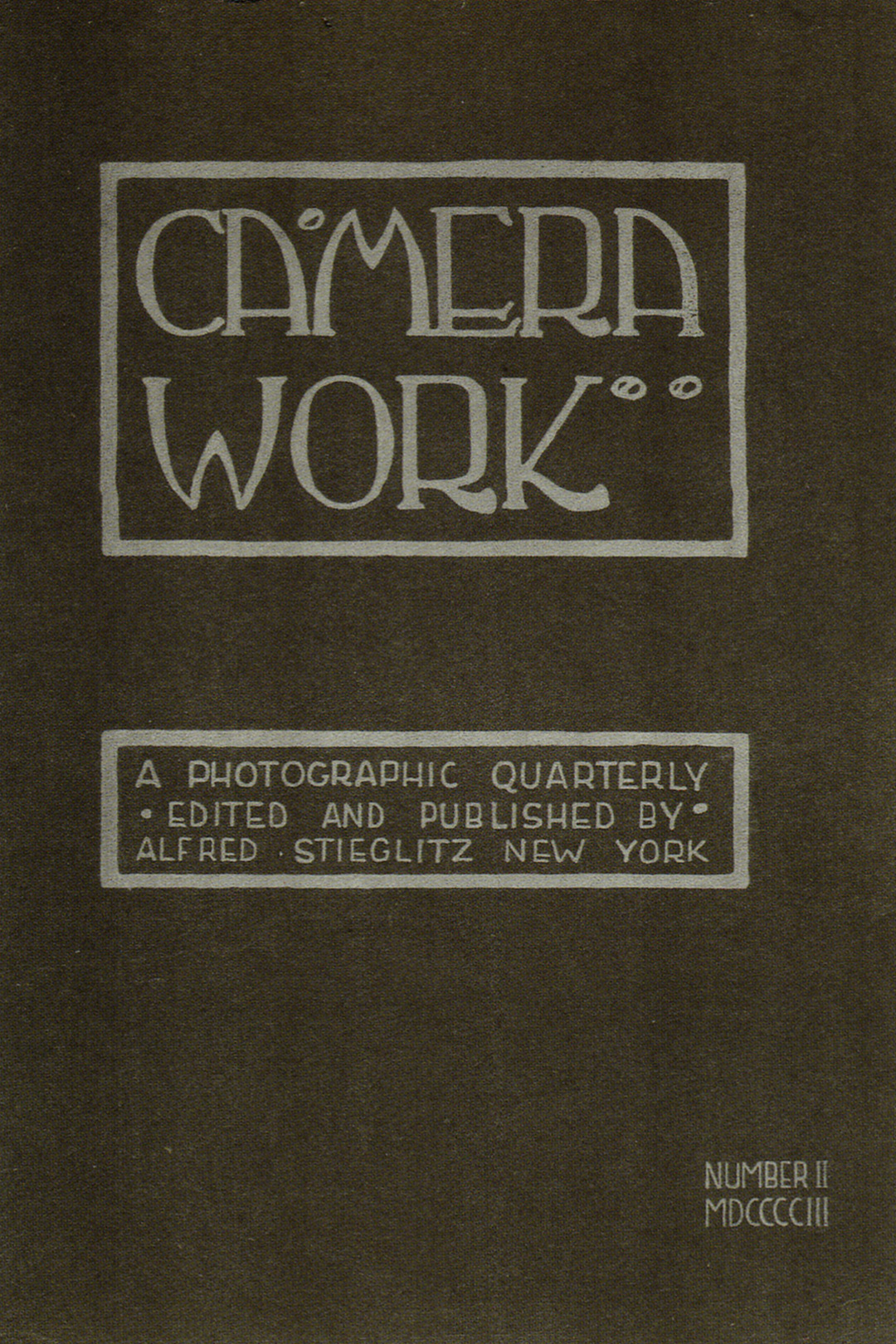
Titulní strana časopisu Camera Work č. 2 (1903)

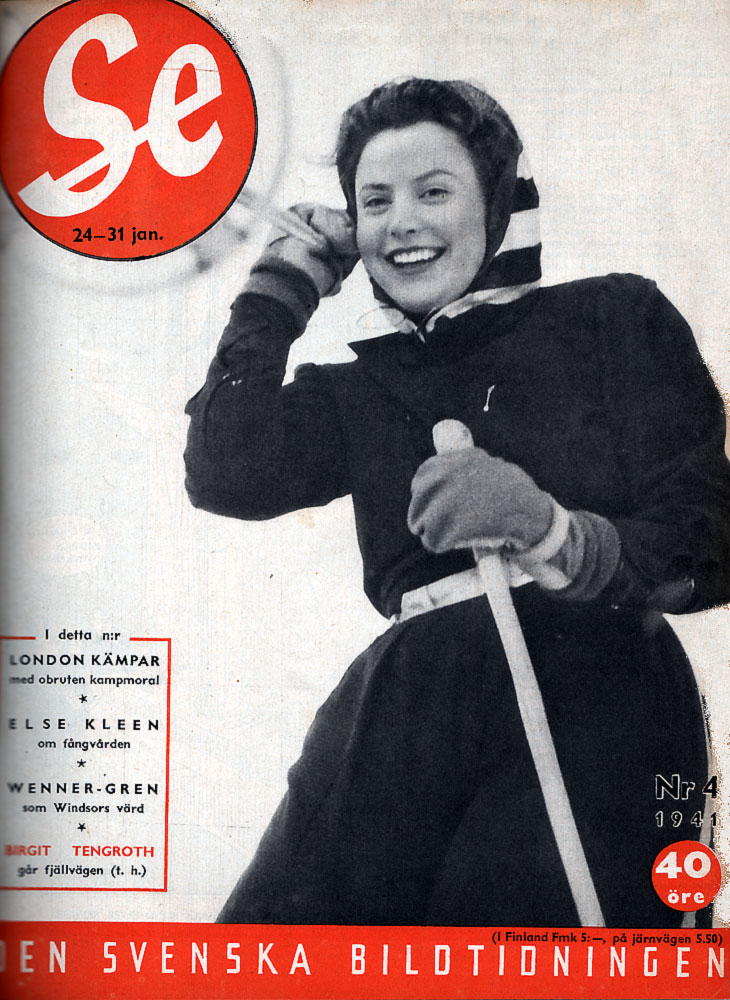
Obálka časopisu Se s Birgitou Tengrothovou

Fotografický časopis je populárně-odborné médium, jehož hlavním tématem je fotografie, fotografování a fotoaparáty. Fotografické časopisy jsou k dostání v papírové podobě, existuje také řada internetových stránek v časopisecké formě, které spravuje stejná redakce. Obsah časopisů je závislý na jeho zaměření a skládá se často z testů fotoaparátů, objektivů a fotografického příslušenství, fotogalerií slavných fotografů, částečně také galerie čtenářů, zpráv z oboru, tipů pro zlepšení technické a estetické stránky fotografování a teoretických článků o fotografii.
Jejich rozvoj koncem 19. století podpořilo postupné zjednodušování technologie převodu fotografií do polygrafických forem. S dalším rozvojem technologií jejich funkci začala přebírat televize a později internet, avšak uchovaly si svou existenci nadále vzhledem ke známému upřednostnění předloh na papíře v lidském vnímání.

## Historie
Amateur Photographer je fotografický týdeník vydávaný ve Velké Británii. Je nejstarším stále vycházejícím fotografickým týdeníkem na světě, jehož první číslo vyšlo 10. října 1884.
British Journal of Photography je nejstarší vydávaný fotografický časopis. Kromě fotografií otiskuje rozsáhlé články, profily fotografů, analýzy a technické recenze. Začal vycházet v Liverpoolu v roce 1854 jako měsíčník pod názvem Liverpool Photographic Journal. Od roku 1857 vycházel jako čtrnáctideník, nejprve pod názvem Liverpool and Manchester Photographic Journal, v roce 1859 pak jako Photographic Journal. Od roku 1860 nese současný název British Journal of Photography. Od roku 1864 byl vydáván jako týdeník, od března 2010 vychází opět měsíčně.
Picture Post byl prominentní fotožurnalistický časopis vydávaný ve Spojeném království v letech 1938–1957. Je považován za průkopníka fotožurnalistiky a měl tehdy okamžitý úspěch, dosáhl prodeje 1 600 000 výtisků týdně po dobu šesti měsíců. Říkalo se, že je to „magazín Life“ ve Spojeném království. Postoj časopisu byl liberální, antifašistický a populistický, od svého vzniku Picture Post vedl kampaň proti pronásledování Židů v nacistickém Německu.
Vogue je časopis se zaměřením na módu, design a životní styl. Vychází ve dvaceti třech zemích každý měsíc. V redakci se vystřídala celá řada světoznámých módních fotografů.
Camera Notes byl fotografický čtvrtletník, který vycházel ve Spojených státech v letech 1897–1903. Vydavatelem byl americký spolek fotografů Camera Club of New York. Do roku 1902 byl editorem časopisu Alfred Stieglitz. V časopise dále publikovali Frank Eugene, Gertrude Käsebierová, Joseph Keiley, Edward Steichen, Clarence White, William B. Post, Alfred Horsley Hinton a další.
Camera Work byl fotografický a výtvarný čtvrtletník, který vycházel ve Spojených státech v letech 1903–1917. Vydavatelem byl americký fotograf, publicista a galerista Alfred Stieglitz. Časopis vycházel v nákladu 1000 výtisků. Vycházely v něm teoretické články o fotografii, umění a společnosti, reprodukce fotografií amerických a evropských autorů, a od roku 1911 také reprodukce avantgardních výtvarných děl. Začátkem roku 1909 začal do časopisu psát pravidelné sloupky Paul Haviland. O rok později byl jmenován zástupcem šéfredaktora a měl také funkci tajemníka galerie a pomohl zorganizovat mnoho výstav francouzských umělců.
Edward Livingston Wilson (1838–1903) ve Filadelphii v 60. letech 19. století pracoval pro Fredericka Gutekunsta a v roce 1864 založil magazín Philadelphia Photographer. V New Yorku od roku 1889 vydával časopis Wilson's Photographic Magazine (Photographic Journal of America). Mezi jeho spolupracovníky patřili: Michael F. Benerman a William H. Rau.
American Amateur Photographer byl fotografický časopis vydávaný ve Spojených státech v letech 1889–1907. V letech 1893–1896 byl redaktorem tohoto měsíčníku americký fotograf a publicista Alfred Stieglitz. V červenci 1907 se sloučil s fotografickými časopisy Photo Beacon a Camera and Darkroom pod názvem American Photography.
Harper's Bazaar je americký módní časopis, který vyšel poprvé v roce 1867. Volně by se dal název magazínu přeložit jako „dobře oblečená žena a nebo také dobře naladěná mysl“. Měsíčník je zaměřen na čtenáře vyšší střední a horní třídy, sdružuje fotografy, umělce, designery a textaře a dává "sofistikovaný" pohled do světa módy, krásy a populární kultury.
Life je americký magazín, který založil Henry Luce v roce 1936 se silným důrazem na fotožurnalistiku. Life začal vycházet jako týdeník až roku 1972 a jako „speciál“ vycházel do roku 1978, jako měsíčník od roku 1978 do roku 2000.
Look byl čtrnáctideník publikovaný v Des Moines ve státě Iowa od roku 1937 do 1971, s velkým zaměřením na fotografie ilustrující články. Velký rozměr stránky, který byl od 11 do 14 palců, byl zaveden časopisem Life, který byl vydáván teprve o několik měsíců dříve a skončil v roce 1972. Ve své době měl časopis nezanedbatelné místo v historii fotožurnalistiky za svůj významný přínos v publikování obrazových zpráv.
Sports Illustrated je americký fotografický sportovní magazín vlastněný mediálním konglomerátem Time Warner.
Berliner Illustrierte Zeitung (BIZ) byl ilustrovaný týdeník založený v roce 1891, první pravidelné vydávání bylo publikováno dne 4. ledna 1892. V roce 1894 koupil noviny Leopold Ullstein (Ullstein Verlag). Byly to vůbec první německé masové noviny. Technické inovace, jako byl ofsetový hlubotisk, sazečský stroj nebo zlevnění výroby papíru přispělo k tomu, že se BIZ prodával za 10 feniků. To tehdy byla cena dostupná pro pracující vrstvy. Na konci Výmarské republiky dosáhly BIZ nákladu téměř dva miliony kopií. Od roku 1926 do 1931 BIZ expedoval noviny v Německu svými vlastními letadly od roku 1931 spolupracovali s Lufthansou.
Arbeiter Illustrierte Zeitung (AIZ, česky Ilustrované noviny pracujících) byl antifašistický prokomunistický týdeník vydávaný v letech 1921–1938 nejprve v Berlíně a později v Praze. Ve své době měl nezanedbatelné místo v historii fotožurnalistiky za svůj významný přínos v publikování obrazových zpráv. Přispívali do nich i autoři jako Maxim Gorkij nebo George Bernard Shaw. List se stal známým především díky propagandistickým fotomontážím Johna Heartfielda. Mezi největší tištěné fotografické časopisy v Německu patří Audio Video Foto Bild, Chip Foto-Video a Fotomagazin. Oblíbenými fotomagazíny na Internetu jsou například Kwerfeldein, Stilpirat a neunzehn72.
Die Kunst in der Photographie (Umění ve fotografii) byl umělecký německý fotografický magazín, který vydával v letech 1897 až 1908 v Berlíně vydavatel a amatérský fotograf Franz Goerke (1856–1931). Celkem vyšlo 66 vydání časopisu, vycházejících šestkrát do roka.
Du je švýcarský kulturní fotografický časopis. Byl založen Arnoldem Küblerem a poprvé vyšel v březnu 1941 v curyšském vydavatelství Verlag Conzett & Huber pod názvem Schweizerische Monatsschrift.
Ogoňok (česky Ohníček) je ruský týdenní ilustrovaný časopis, který byl v SSSR ve své době velmi populární. První vydání proběhlo 21. prosince 1899. Své sídlo má v Moskvě. Ogoňok má své nezanedbatelné místo v historii fotožurnalistiky pro svůj významný přínos v publikování obrazových zpráv.
SSSR na strojke byl sovětský časopis vydávaný v Moskvě v letech 1930–1941 a také v roce 1949.
Se byl švédský časopis obsahující převážně fotoreportáže, který vycházel od roku 1938 do roku 1981. Časopis založil novinář Carl-Adam Nycop a vydavatel Åke Bonnier jako odezvu na americké fotožurnalistické časopisy Life nebo Look.
Časopisy věnující se soudobé fotografické tvorbě: španělský Exit, německá European Photography nebo americký Aperture.

### České země
- Český svět byl ilustrovaný fotografický čtrnáctideník, který v letech 1904–1929 patřil k společenským časopisům.[23] Před první světovou válkou to byl nejvýznamnější obrazový časopis v češtině. Magazín přispěl k vývoji reportážní a novinářské fotografie. Přispívali do něj kromě Brunera-Dvořáka také Vladimír Jindřich Bufka, Bohumil Střemcha a Zikmund Reach. K jeho kmenovým autorům patřil v letech 1904–1910 Rudolf Bruner-Dvořák, který v něm zveřejňoval fotografie ze svých cest. Časopis Český svět založil v roce 1904 Karel Hipman (1867–1914) a byl jeho jediným redaktorem a vydavatelem (roku 1911 časopis přesídlil do budovy Na Moráni 1957/5); dařilo se mu ho vydávat do roku 1913. Tehdy, již nemocný, prodal časopis nakladatelství Emil Šolc. Na výtisku z 8. srpna 1913 byl ještě uveden jako redaktor a vydavatel; číslo následující (15. srpna 1913) již uvedlo nového vydavatele (Emil Šolc) a redaktora.[24]
- Pestrý týden patřil k ilustrovaným časopisům, které vycházely v období první a druhé československé republiky a během Protektorátu Čechy a Morava. Po celou dobu existence (2. listopadu 1926 až 28. dubna 1945) si udržoval vysoký standard psaného i obrazového zpravodajství. Díky němu se prosadili špičkoví fotoreportéři 30. let jako Karel Hájek, Václav Jírů nebo Ladislav Sitenský. Týdeník Pestrý týden vydávaly a tiskly Grafické závody Václav Neubert a synové, které měly sídlo na pražském Smíchově. V průběhu necelých dvaceti let existence Pestrého týdne vyšlo 963 běžných čísel. Vznik časopisu Pestrý týden inicioval Karel Neubert, který ho řídil až do jeho zániku v roce 1945.

- Svět v obrazech byl obrazový týdeník, který vycházel v letech 1945 až 1992. Od počátku svého vzniku navazoval na pojetí a tradice obrazového českého týdeníku Pestrý týden, který vznikl v roce 1926 a přestal vycházet 28. dubna 1945. Ve svém základním obsahu byl Svět v obrazech definován jako nepolitické periodikum určené pro široké čtenářské vrstvy a později pak jako časopis s rodinnou orientací. Základem SVO byly výrazné fotografie, které v něm zaujímaly (oproti textu) největší plochu v celém rozsahu časopisu.

- Fotografia
- Časopis FOTO (také jen FOTO) je český populárně-odborný časopis, jehož hlavním tématem je fotografie, fotografování a fotoaparáty. Vzniknul v dubnu 2012[25] a jeho redakci a přispěvatele tvoří zejména lidé z okruhu zaniklého časopisu DIGIfoto. Vydává jej nakladatelství Springwinter.[26] Jeho mottem je "Časopis pro všechny fotografy".

- Časopis Fotograf je český fotografický časopis, který vychází od roku 2002 v české i anglické mutaci. Zabývá se fotografií, ale zasahuje i do dalších oblastí vizuální kultury jak české tak i světové. Fotograf vychází dvakrát ročně, má 120 stran a každé číslo je tematicky zaměřené. Šéfredaktorem je fotograf a pedagog Pavel Baňka, členové redakční rady jsou: Štěpán Grygar, Sylva Francová, Markéta Kinterová, Alexandra Vajd, Pavel Vančát, Tomáš Hrůza, Edith Jeřábková a Zdena Kolečková. Do okruhu přispěvatelů patří řada kurátorů a teoretiků z České republiky, ale i ze zahraničí.[27] Vydavatelem časopisu je občanské sdružení Fotograf 07 o.s. Řadí se mezi časopisy věnující se soudobé fotografické tvorbě, podobně jako španělský Exit, německá European Photography nebo americký Aperture.

- Československá fotografie

- Digitální Foto

- Photolife – zanikl

- DIGIfoto (v minulosti také DIGI, vycházel od roku 2003 do roku 2011) byl český odborný časopis, jehož hlavním tématem byla fotografie, fotografování a fotoaparáty. K redaktorům časopisu patřili mj. zakládající šéfredaktor a bohemista Petr Bubeníček, šéfredaktor Petr Lindner, redaktoři Jan Novák, Libuše Mohelská, Petr Vilgus, Tomáš Hliva nebo Silvie Šeborová (dříve Vondrová).

- Revue fotografie

- Magazín fotografie